# Serie B 1982-1983 (hockey su pista)
La Serie B 1982-1983 è stata la 35ª edizione del torneo di secondo livello del campionato italiano di hockey su pista. Esso è stato l'ultimo organizzato direttamente dalla Federazione Italiana Hockey e Pattinaggio prima dell'insediamento della Lega Nazionale Hockey Pista nata il 18 aprile 1982.
Al termine del torneo furono promosse in Serie A1 l'Amatori Modena, il Castiglione e il Seregno.
A retrocedere in Serie C furono il Grandolfo Safarm Bari e il Montecchio P.

## Formula
Il campionato, che doveva anche servire di qualificazione alle nuove Serie A1 e Serie A2, dovette essere sdoppiato in due fasi: una di qualificazione alla poule promozione per l'accesso in Serie A1, una di permanenza nella nuova Serie A2 oltre ai soliti play-off di retrocessione nella nuova Serie B.

### Prima fase
Furono ammesse 24 squadre divise in 4 gironi di 6 con criteri di viciniorietà, disputati in gironi all'italiana di andata e ritorno.

Alla fine dei quattro gironi di qualificazione le prime tre classificate di ogni girone furono ammesse alla poule promozione della seconda fase. Le rimanenti squadre andarono a comporre la poule retrocessione.

### Seconda fase - poule A e B
Le squadre prime classificate dei due gironi della poule A furono promosse in Serie A1 1983-1984;

le seconde classificate dei due gironi si disputarono il rimanente posto in Serie A1 in un doppio incontro casa e trasferta;

Le ultime squadre classificata dei due gironi contesero alle vincenti della poule B/retrocessione due posti nella nuova Serie A2.

La perdente il play-off promozione e le squadre classificate al 3º, 4º e 5º posto della poule A più le due vincenti il play-off fra le vincenti della poule B andranno ad aggiungersi alle 3 retrocesse dalla Serie A per comporre una Serie A2 a 12 squadre.

Le squadre perdenti il play-off promozione della poule B e le otto squadre classificate al 2º, 3º, 4º e 5º posto della poule B andarono a comporre la nuova Serie B 1983-1984 con le due promosse dalla Serie C.

## Prima fase

### Girone A

#### Squadre partecipanti
| Club                       | Stagione | Città                      | Stagione precedente |
| -------------------------- | -------- | -------------------------- | ------------------- |
| H. Cuoium Seregno          | dettagli | Seregno (MI)               |                     |
| H.C. Lodi                  | dettagli | Lodi (MI)                  |                     |
| H.C. Montecchio Precalcino | dettagli | Montecchio Precalcino (VI) |                     |
| Ass. Pattinatori Sarzanesi | dettagli | Sarzana (SP)               |                     |
| Hockey Pro Sarzana         | dettagli | Sarzana (SP)               |                     |
| Rotellistica Novara        | dettagli | Novara (NO)                |                     |

#### Calendario
Calendario ufficiale del girone A.
| Andata (1ª) | Andata (1ª) | Prima giornata                     | Ritorno (6ª) | Ritorno (6ª) |
|             |             |                                    |              |              |
| 30 ott.     | _-_         | Lodi-Seregno                       | _-_          | 4 dic.       |
| 30 ott.     | _-_         | Montecchio P.-Pro Sarzana          | _-_          | 4 dic.       |
| 30 ott.     | _-_         | Patt.Sarzanesi-Rotellistica Novara | _-_          | 4 dic.       |

| Andata (2ª) | Andata (2ª) | Seconda giornata                | Ritorno (7ª) | Ritorno (7ª) |
|             |             |                                 |              |              |
| 6 nov.      | _-_         | Patt.Sarzanesi-Lodi             | _-_          | 8 dic.       |
| 6 nov.      | _-_         | Rotellistica Novara-Pro Sarzana | _-_          | 8 dic.       |
| 6 nov.      | _-_         | Seregno-Montecchio P.           | _-_          | 8 dic.       |

| Andata (3ª) | Andata (3ª) | Terza giornata               | Ritorno (8ª) | Ritorno (8ª) |
|             |             |                              |              |              |
| 13 nov.     | _-_         | Lodi-Rotellistica Novara     | _-_          | 11 dic.      |
| 13 nov.     | _-_         | Montecchio P.-Patt.Sarzanesi | _-_          | 11 dic.      |
| 13 nov.     | _-_         | Pro Sarzana-Seregno          | _-_          | 11 dic.      |

| Andata (4ª) | Andata (4ª) | Quarta giornata                   | Ritorno (9ª) | Ritorno (9ª) |
|             |             |                                   |              |              |
| 20 nov.     | _-_         | Montecchio P.-Rotellistica Novara | _-_          | 18 dic.      |
| 20 nov.     | _-_         | Pro Sarzana-Lodi                  | _-_          | 18 dic.      |
| 20 nov.     | _-_         | Seregno-Patt.Sarzanesi            | _-_          | 18 dic.      |

| Andata (3ª) | Andata (3ª) | Terza giornata               | Ritorno (8ª) | Ritorno (8ª) |
|             |             |                              |              |              |
| 13 nov.     | _-_         | Lodi-Rotellistica Novara     | _-_          | 11 dic.      |
| 13 nov.     | _-_         | Montecchio P.-Patt.Sarzanesi | _-_          | 11 dic.      |
| 13 nov.     | _-_         | Pro Sarzana-Seregno          | _-_          | 11 dic.      |

| Andata (4ª) | Andata (4ª) | Quarta giornata                   | Ritorno (9ª) | Ritorno (9ª) |
|             |             |                                   |              |              |
| 20 nov.     | _-_         | Montecchio P.-Rotellistica Novara | _-_          | 18 dic.      |
| 20 nov.     | _-_         | Pro Sarzana-Lodi                  | _-_          | 18 dic.      |
| 20 nov.     | _-_         | Seregno-Patt.Sarzanesi            | _-_          | 18 dic.      |

| \| Andata (5ª) \| Andata (5ª) \| Quinta giornata \| Ritorno (10ª) \| Ritorno (10ª) \| \| \| \| \| \| \| \| 27 nov. \| _-_ \| Lodi-Montecchio P. \| _-_ \| 22 dic. \| \| 27 nov. \| _-_ \| Patt.Sarzanesi-Pro Sarzana \| _-_ \| 22 dic. \| \| 27 nov. \| _-_ \| Rotellistica Novara-Seregno \| _-_ \| 22 dic. \| |             |                             |               |               |
| Andata (5ª) | Andata (5ª) | Quinta giornata             | Ritorno (10ª) | Ritorno (10ª) |
| |             |                             |               |               |
| 27 nov. | _-_         | Lodi-Montecchio P.          | _-_           | 22 dic.       |
| 27 nov. | _-_         | Patt.Sarzanesi-Pro Sarzana  | _-_           | 22 dic.       |
| 27 nov. | _-_         | Rotellistica Novara-Seregno | _-_           | 22 dic.       |

| Andata (5ª) | Andata (5ª) | Quinta giornata             | Ritorno (10ª) | Ritorno (10ª) |
|             |             |                             |               |               |
| 27 nov.     | _-_         | Lodi-Montecchio P.          | _-_           | 22 dic.       |
| 27 nov.     | _-_         | Patt.Sarzanesi-Pro Sarzana  | _-_           | 22 dic.       |
| 27 nov.     | _-_         | Rotellistica Novara-Seregno | _-_           | 22 dic.       |

### Girone B

#### Squadre partecipanti
| Club                          | Stagione | Città                     | Stagione precedente |
| ----------------------------- | -------- | ------------------------- | ------------------- |
| H. Estel Mobili Thiene        | dettagli | Thiene (VI)               |                     |
| U.G. Paloma Goriziana         | dettagli | Gorizia (GO)              |                     |
| H. Industrie Laverda Breganze | dettagli | Breganze (VI)             |                     |
| H.C. Montebello               | dettagli | Montebello Vicentino (VI) |                     |
| G.S.H. Pagnucco Pordenone     | dettagli | Pordenone (PN)            |                     |
| U.S. Triestina Hockey         | dettagli | Trieste (TS)              |                     |

#### Calendario
Calendario ufficiale del girone B.
| Andata (1ª) | Andata (1ª) | Prima giornata             | Ritorno (6ª) | Ritorno (6ª) |
|             |             |                            |              |              |
| 30 ott.     | _-_         | Goriziana-Montebello       | _-_          | 4 dic.       |
| 30 ott.     | _-_         | Laverda Breganze-Pordenone | _-_          | 4 dic.       |
| 30 ott.     | _-_         | Thiene-Triestina           | _-_          | 4 dic.       |

| Andata (2ª) | Andata (2ª) | Seconda giornata            | Ritorno (7ª) | Ritorno (7ª) |
|             |             |                             |              |              |
| 6 nov.      | _-_         | Montebello-Laverda Breganze | _-_          | 8 dic.       |
| 6 nov.      | _-_         | Pordenone-Thiene            | _-_          | 8 dic.       |
| 6 nov.      | _-_         | Triestina-Goriziana         | _-_          | 8 dic.       |

| Andata (3ª) | Andata (3ª) | Terza giornata          | Ritorno (8ª) | Ritorno (8ª) |
|             |             |                         |              |              |
| 13 nov.     | _-_         | Goriziana-Pordenone     | _-_          | 11 dic.      |
| 13 nov.     | _-_         | Thiene-Laverda Breganze | _-_          | 11 dic.      |
| 13 nov.     | _-_         | Triestrina-Montebello   | _-_          | 11 dic.      |

| Andata (4ª) | Andata (4ª) | Quarta giornata            | Ritorno (9ª) | Ritorno (9ª) |
|             |             |                            |              |              |
| 20 nov.     | _-_         | Laverda Breganze-Goriziana | _-_          | 18 dic.      |
| 20 nov.     | _-_         | Pordenone-Triestina        | _-_          | 18 dic.      |
| 20 nov.     | _-_         | Thiene-Montebello          | _-_          | 18 dic.      |

| Andata (3ª) | Andata (3ª) | Terza giornata          | Ritorno (8ª) | Ritorno (8ª) |
|             |             |                         |              |              |
| 13 nov.     | _-_         | Goriziana-Pordenone     | _-_          | 11 dic.      |
| 13 nov.     | _-_         | Thiene-Laverda Breganze | _-_          | 11 dic.      |
| 13 nov.     | _-_         | Triestrina-Montebello   | _-_          | 11 dic.      |

| Andata (4ª) | Andata (4ª) | Quarta giornata            | Ritorno (9ª) | Ritorno (9ª) |
|             |             |                            |              |              |
| 20 nov.     | _-_         | Laverda Breganze-Goriziana | _-_          | 18 dic.      |
| 20 nov.     | _-_         | Pordenone-Triestina        | _-_          | 18 dic.      |
| 20 nov.     | _-_         | Thiene-Montebello          | _-_          | 18 dic.      |

| \| Andata (5ª) \| Andata (5ª) \| Quinta giornata \| Ritorno (10ª) \| Ritorno (10ª) \| \| \| \| \| \| \| \| 27 nov. \| _-_ \| Goriziana-Thiene \| _-_ \| 22 dic. \| \| 27 nov. \| _-_ \| Montebello-Pordenone \| _-_ \| 22 dic. \| \| 27 nov. \| _-_ \| Triestina-Laverda Breganze \| _-_ \| 22 dic. \| |             |                            |               |               |
| Andata (5ª) | Andata (5ª) | Quinta giornata            | Ritorno (10ª) | Ritorno (10ª) |
| |             |                            |               |               |
| 27 nov. | _-_         | Goriziana-Thiene           | _-_           | 22 dic.       |
| 27 nov. | _-_         | Montebello-Pordenone       | _-_           | 22 dic.       |
| 27 nov. | _-_         | Triestina-Laverda Breganze | _-_           | 22 dic.       |

| Andata (5ª) | Andata (5ª) | Quinta giornata            | Ritorno (10ª) | Ritorno (10ª) |
|             |             |                            |               |               |
| 27 nov.     | _-_         | Goriziana-Thiene           | _-_           | 22 dic.       |
| 27 nov.     | _-_         | Montebello-Pordenone       | _-_           | 22 dic.       |
| 27 nov.     | _-_         | Triestina-Laverda Breganze | _-_           | 22 dic.       |

### Girone C

#### Squadre partecipanti
| Club                            | Stagione | Città                  | Stagione precedente |
| ------------------------------- | -------- | ---------------------- | ------------------- |
| Expo Ceramica Amatori Modena    | dettagli | Modena (MO)            |                     |
| S.C. Migliarina                 | dettagli | Viareggio (LU)         |                     |
| U.S. P.G. Frassati              | dettagli | Pieve San Giacomo (CR) |                     |
| S.S. Primavera Maliseti         | dettagli | Maliseti (FI)          |                     |
| G.S. Tricolore S.M.C. Computers | dettagli | Reggio Emilia (RE)     |                     |
| Pol. Acqua Vis Villa d'Oro      | dettagli | Modena (MO)            |                     |

#### Calendario
Calendario ufficiale del girone C.
| Andata (1ª) | Andata (1ª) | Prima giornata                    | Ritorno (6ª) | Ritorno (6ª) |
|             |             |                                   |              |              |
| 30 ott.     | _-_         | Amatori Modena-Primavera Maliseti | _-_          | 4 dic.       |
| 30 ott.     | _-_         | Migliarina-P.G. Frassati          | _-_          | 4 dic.       |
| 30 ott.     | _-_         | Tricolore-Villa d'Oro             | _-_          | 4 dic.       |

| Andata (2ª) | Andata (2ª) | Seconda giornata             | Ritorno (7ª) | Ritorno (7ª) |
|             |             |                              |              |              |
| 6 nov.      | _-_         | P.G. Frassati-Amatori Modena | _-_          | 8 dic.       |
| 6 nov.      | _-_         | Primavera Maliseti-Tricolore | _-_          | 8 dic.       |
| 6 nov.      | _-_         | Villa d'Oro-Migliarina       | _-_          | 8 dic.       |

| Andata (3ª) | Andata (3ª) | Terza giornata                   | Ritorno (8ª) | Ritorno (8ª) |
|             |             |                                  |              |              |
| 13 nov.     | _-_         | Amatori Modena-Villa d'Oro       | _-_          | 11 dic.      |
| 13 nov.     | _-_         | Primavera Maliseti-P.G. Frassati | _-_          | 11 dic.      |
| 13 nov.     | _-_         | Tricolore-Migliarina             | _-_          | 11 dic.      |

| Andata (4ª) | Andata (4ª) | Quarta giornata                | Ritorno (9ª) | Ritorno (9ª) |
|             |             |                                |              |              |
| 20 nov.     | _-_         | Migliarina-Amatori Modena      | _-_          | 18 dic.      |
| 20 nov.     | _-_         | Tricolore-P.G. Frassati        | _-_          | 18 dic.      |
| 20 nov.     | _-_         | Villa d'Oro-Primavera Maliseti | _-_          | 18 dic.      |

| Andata (3ª) | Andata (3ª) | Terza giornata                   | Ritorno (8ª) | Ritorno (8ª) |
|             |             |                                  |              |              |
| 13 nov.     | _-_         | Amatori Modena-Villa d'Oro       | _-_          | 11 dic.      |
| 13 nov.     | _-_         | Primavera Maliseti-P.G. Frassati | _-_          | 11 dic.      |
| 13 nov.     | _-_         | Tricolore-Migliarina             | _-_          | 11 dic.      |

| Andata (4ª) | Andata (4ª) | Quarta giornata                | Ritorno (9ª) | Ritorno (9ª) |
|             |             |                                |              |              |
| 20 nov.     | _-_         | Migliarina-Amatori Modena      | _-_          | 18 dic.      |
| 20 nov.     | _-_         | Tricolore-P.G. Frassati        | _-_          | 18 dic.      |
| 20 nov.     | _-_         | Villa d'Oro-Primavera Maliseti | _-_          | 18 dic.      |

| \| Andata (5ª) \| Andata (5ª) \| Quinta giornata \| Ritorno (10ª) \| Ritorno (10ª) \| \| \| \| \| \| \| \| 27 nov. \| _-_ \| Amatori Modena-Tricolore \| _-_ \| 22 dic. \| \| 27 nov. \| _-_ \| P.G. Frassati-Villa d'Oro \| _-_ \| 22 dic. \| \| 27 nov. \| _-_ \| Primavera Maliseti-Migliarina \| _-_ \| 22 dic. \| |             |                               |               |               |
| Andata (5ª) | Andata (5ª) | Quinta giornata               | Ritorno (10ª) | Ritorno (10ª) |
| |             |                               |               |               |
| 27 nov. | _-_         | Amatori Modena-Tricolore      | _-_           | 22 dic.       |
| 27 nov. | _-_         | P.G. Frassati-Villa d'Oro     | _-_           | 22 dic.       |
| 27 nov. | _-_         | Primavera Maliseti-Migliarina | _-_           | 22 dic.       |

| Andata (5ª) | Andata (5ª) | Quinta giornata               | Ritorno (10ª) | Ritorno (10ª) |
|             |             |                               |               |               |
| 27 nov.     | _-_         | Amatori Modena-Tricolore      | _-_           | 22 dic.       |
| 27 nov.     | _-_         | P.G. Frassati-Villa d'Oro     | _-_           | 22 dic.       |
| 27 nov.     | _-_         | Primavera Maliseti-Migliarina | _-_           | 22 dic.       |

### Girone D

#### Squadre partecipanti
| Club                         | Stagione | Città                          | Stagione precedente |
| ---------------------------- | -------- | ------------------------------ | ------------------- |
| H.C. Castiglione Eurogest    | dettagli | Castiglione della Pescaia (GR) |                     |
| H.P. Grandolfo Safarm Bari   | dettagli | Bari (BA)                      |                     |
| C.P. Mobili Anselmi Grosseto | dettagli | Grosseto (GR)                  |                     |
| Mens Sana Siena 1871         | dettagli | Siena (SI)                     |                     |
| H.C. Salerno                 | dettagli | Salerno (SA)                   |                     |
| H. Viareggio                 | dettagli | Viareggio (LU)                 |                     |

#### Calendario
Calendario ufficiale del girone D.
| Andata (1ª) | Andata (1ª) | Prima giornata        | Ritorno (6ª) | Ritorno (6ª) |
|             |             |                       |              |              |
| 30 ott.     | _-_         | Bari-Mens Sana Siena  | _-_          | 4 dic.       |
| 30 ott.     | _-_         | Castiglione-Viareggio | _-_          | 4 dic.       |
| 30 ott.     | _-_         | Salerno-Grosseto      | _-_          | 4 dic.       |

| Andata (2ª) | Andata (2ª) | Seconda giornata         | Ritorno (7ª) | Ritorno (7ª) |
|             |             |                          |              |              |
| 6 nov.      | _-_         | Castiglione-Bari         | _-_          | 8 dic.       |
| 6 nov.      | _-_         | Mens Sana Siena-Grosseto | _-_          | 8 dic.       |
| 6 nov.      | _-_         | Viareggio-Salerno        | _-_          | 8 dic.       |

| Andata (3ª) | Andata (3ª) | Terza giornata            | Ritorno (8ª) | Ritorno (8ª) |
|             |             |                           |              |              |
| 13 nov.     | _-_         | Grosseto-Bari             | _-_          | 11 dic.      |
| 13 nov.     | _-_         | Salerno-Castiglione       | _-_          | 11 dic.      |
| 13 nov.     | _-_         | Viareggio-Mens Sana Siena | _-_          | 11 dic.      |

| Andata (4ª) | Andata (4ª) | Quarta giornata         | Ritorno (9ª) | Ritorno (9ª) |
|             |             |                         |              |              |
| 20 nov.     | _-_         | Bari-Viareggio          | _-_          | 18 dic.      |
| 20 nov.     | _-_         | Grosseto-Castiglione    | _-_          | 18 dic.      |
| 20 nov.     | _-_         | Mens Sana Siena-Salerno | _-_          | 18 dic.      |

| Andata (3ª) | Andata (3ª) | Terza giornata            | Ritorno (8ª) | Ritorno (8ª) |
|             |             |                           |              |              |
| 13 nov.     | _-_         | Grosseto-Bari             | _-_          | 11 dic.      |
| 13 nov.     | _-_         | Salerno-Castiglione       | _-_          | 11 dic.      |
| 13 nov.     | _-_         | Viareggio-Mens Sana Siena | _-_          | 11 dic.      |

| Andata (4ª) | Andata (4ª) | Quarta giornata         | Ritorno (9ª) | Ritorno (9ª) |
|             |             |                         |              |              |
| 20 nov.     | _-_         | Bari-Viareggio          | _-_          | 18 dic.      |
| 20 nov.     | _-_         | Grosseto-Castiglione    | _-_          | 18 dic.      |
| 20 nov.     | _-_         | Mens Sana Siena-Salerno | _-_          | 18 dic.      |

| \| Andata (5ª) \| Andata (5ª) \| Quinta giornata \| Ritorno (10ª) \| Ritorno (10ª) \| \| \| \| \| \| \| \| 27 nov. \| _-_ \| Castiglione-Mens Sana Siena \| _-_ \| 22 dic. \| \| 27 nov. \| _-_ \| Salerno-Bari \| _-_ \| 22 dic. \| \| 27 nov. \| _-_ \| Viareggio-Grosseto \| _-_ \| 22 dic. \| |             |                             |               |               |
| Andata (5ª) | Andata (5ª) | Quinta giornata             | Ritorno (10ª) | Ritorno (10ª) |
| |             |                             |               |               |
| 27 nov. | _-_         | Castiglione-Mens Sana Siena | _-_           | 22 dic.       |
| 27 nov. | _-_         | Salerno-Bari                | _-_           | 22 dic.       |
| 27 nov. | _-_         | Viareggio-Grosseto          | _-_           | 22 dic.       |

| Andata (5ª) | Andata (5ª) | Quinta giornata             | Ritorno (10ª) | Ritorno (10ª) |
|             |             |                             |               |               |
| 27 nov.     | _-_         | Castiglione-Mens Sana Siena | _-_           | 22 dic.       |
| 27 nov.     | _-_         | Salerno-Bari                | _-_           | 22 dic.       |
| 27 nov.     | _-_         | Viareggio-Grosseto          | _-_           | 22 dic.       |

## Poule A

### Gruppo 1

#### Classifica finale
|  | Pos. | Squadra             | Pt | G  | V | N | P | GF | GS | DR  |
|  | ---- | ------------------- | -- | -- | - | - | - | -- | -- | --- |
|  | 1.   | Castiglione         | 19 | 10 | 9 | 1 | 0 | 97 | 32 | +65 |
|  | 2.   | Thiene              | 13 | 10 | 6 | 1 | 3 | 46 | 51 | -5  |
|  | 3.   | Migliarina          | 11 | 10 | 3 | 5 | 2 | 47 | 41 | +6  |
|  | 4.   | Primavera Maliseti  | 7  | 10 | 3 | 1 | 6 | 52 | 48 | +4  |
|  | 5.   | Salerno             | 7  | 10 | 3 | 1 | 6 | 35 | 77 | -42 |
|  | 6.   | Rotellistica Novara | 3  | 10 | 1 | 1 | 8 | 44 | 72 | -28 |

Legenda:
      Promosso in Serie A1 1983-1984.
  Partecipa ai play-off.
      Ammesso ai play-off promozione.
      Ammesso ai play-off retrocessione.
Note:
Due punti a vittoria, uno a pareggio, zero a sconfitta.
In caso di due o più squadre a pari punti in zona promozione e retrocessione, applicato l'articolo 11 del R.O. (spareggio in campo neutro).
Per tutti gli altri pari punti, applicato l'art. 12 del R.O. (differenza reti).

### Gruppo 2

#### Classifica finale
|  | Pos. | Squadra         | Pt | G  | V | N | P | GF | GS | DR  |
|  | ---- | --------------- | -- | -- | - | - | - | -- | -- | --- |
|  | 1.   | Amatori Modena  | 16 | 10 | 6 | 4 | 0 | 61 | 42 | +19 |
|  | 2.   | Seregno         | 12 | 10 | 5 | 2 | 3 | 55 | 38 | +17 |
|  | 3.   | Triestina       | 10 | 10 | 3 | 4 | 3 | 52 | 55 | -3  |
|  | 4.   | Mens Sana Siena | 8  | 10 | 3 | 2 | 5 | 44 | 51 | -7  |
|  | 5.   | Goriziana       | 7  | 10 | 3 | 1 | 6 | 40 | 44 | -4  |
|  | 6.   | Patt.Sarzanesi  | 7  | 10 | 3 | 1 | 6 | 43 | 65 | -22 |

Legenda:
      Promosso in Serie A1 1983-1984.
  Partecipa ai play-off.
      Ammesso ai play-off promozione.
      Ammesso ai play-off retrocessione.
Note:
Due punti a vittoria, uno a pareggio, zero a sconfitta.
In caso di due o più squadre a pari punti in zona promozione e retrocessione, applicato l'articolo 11 del R.O. (spareggio in campo neutro).

### Spareggio salvezza
|           | Risultati |                       | Luogo e data          |
| --------- | --------- | --------------------- | --------------------- |
| Goriziana | 8-2       | Pattinatori Sarzanesi | Modena, 26 marzo 1983 |
|           |           |                       |                       |

## Poule B

### Gruppo 3

#### Classifica finale
|  | Pos. | Squadra               | Pt | G  | V | N | P | GF | GS | DR  |
|  | ---- | --------------------- | -- | -- | - | - | - | -- | -- | --- |
|  | 1.   | Tricolore             | 15 | 10 | 7 | 1 | 2 | 82 | 36 | +46 |
|  | 2.   | P.G. Frassati         | 11 | 10 | 5 | 1 | 4 | 48 | 42 | +6  |
|  | 3.   | Lodi                  | 11 | 10 | 4 | 3 | 3 | 48 | 55 | -7  |
|  | 4.   | Montebello            | 8  | 10 | 3 | 2 | 5 | 41 | 45 | -4  |
|  | 5.   | Pro Sarzana           | 8  | 10 | 2 | 4 | 4 | 36 | 70 | -34 |
|  | 6.   | Grandolfo Safarm Bari | 7  | 10 | 2 | 3 | 5 | 32 | 39 | -7  |

Legenda:
      Va ai play-off d'ammissione alla Serie A2.
  Partecipa ai play-off.
      Retrocesso in Serie C 1983-1984.
Note:
Due punti a vittoria, uno a pareggio, zero a sconfitta.
In caso di arrivo di due o più squadre a pari punti al primo posto, applicato l'articolo 11 del R.O. (spareggio).
Per tutti gli altri pari punti, applicato l'art. 12 del R.O. (differenza reti).

### Gruppo 4

#### Classifica finale
|  | Pos. | Squadra            | Pt | G  | V | N | P | GF | GS | DR  |
|  | ---- | ------------------ | -- | -- | - | - | - | -- | -- | --- |
|  | 1.   | Laverda Breganze   | 14 | 10 | 6 | 2 | 2 | 54 | 35 | +19 |
|  | 2.   | Viareggio          | 14 | 10 | 7 | 0 | 3 | 55 | 37 | +18 |
|  | 3.   | Villa d'Oro Modena | 12 | 10 | 5 | 2 | 3 | 53 | 48 | +5  |
|  | 4.   | Pordenone          | 9  | 10 | 3 | 3 | 4 | 45 | 55 | -10 |
|  | 5.   | Grosseto           | 8  | 10 | 3 | 2 | 5 | 50 | 53 | -3  |
|  | 6.   | Montecchio P.      | 3  | 10 | 1 | 1 | 8 | 29 | 58 | -29 |

Legenda:
      Va ai play-off d'ammissione alla Serie A2.
  Partecipa ai play-off.
      Retrocesso in Serie C 1983-1984.
Note:
Due punti a vittoria, uno a pareggio, zero a sconfitta.
In caso di arrivo di due o più squadre a pari punti al primo posto, applicato l'articolo 11 del R.O. (spareggio in campo neutro)

### Spareggio d'ammissione ai play-off
|           | Risultati                     |                  | Luogo e data          |
| --------- | ----------------------------- | ---------------- | --------------------- |
| Viareggio | 2-4 (d.t.r.) (dopo 0-0 e 1-1) | Laverda Breganze | Modena, 26 marzo 1983 |
|           |                               |                  |                       |

## Play-off

### Promozione in Serie A1
|         | Risultati |         | Luogo e data           |
| ------- | --------- | ------- | ---------------------- |
| Seregno | 5-2       | Thiene  | Seregno, 19 marzo 1983 |
| Thiene  | 3-3       | Seregno | Thiene, 26 marzo 1983  |
|         |           |         |                        |

### Ammissione in Serie A2
|                       | Risultati |                       | Luogo e data                  |
| --------------------- | --------- | --------------------- | ----------------------------- |
| Pattinatori Sarzanesi | 3-3       | Laverda Breganze      | Sarzana, 9 aprile 1983        |
| Rotellistica Novara   | 8-4       | Tricolore             | Breganze, 12 aprile 1983      |
|                       |           |                       |                               |
| Laverda Breganze      | 8-4       | Pattinatori Sarzanesi | Breganze, 16 aprile 1983      |
| Tricolore             | 13-1      | Rotellistica Novara   | Reggio Emilia, 16 aprile 1983 |
|                       |           |                       |                               |